# Svenska hockeyligan 2024/2025
Sezóna 2024/2025 je 50. sezónou nejvyšší švédské ligy ledního hokeje. Základní část začala 21. září 2024, skončí 11. března 2025, kdy začne playoff a baráž o udržení.

## Týmy
| Tým            | Město        | Aréna                  | Kapacita |
| -------------- | ------------ | ---------------------- | -------- |
| Brynäs IF      | Gävle        | Monitor ERP Arena      | 7 909    |
| Frölunda HC    | Göteborg     | Scandinavium           | 12 044   |
| Färjestad BK   | Karlstad     | Löfbergs Arena         | 8 647    |
| HV71           | Jönköping    | Husqvarna Garden       | 7 000    |
| Leksands IF    | Leksand      | Tegera Arena           | 7 650    |
| Linköpings HC  | Linköping    | Saab Arena             | 8 500    |
| Luleå HF       | Luleå        | Coop Norrbotten Arena  | 6 300    |
| Malmö Redhawks | Malmö        | Malmö Arena            | 13 000   |
| Modo Hockey    | Örnsköldsvik | Hägglunds Arena        | 7 909    |
| Rögle BK       | Ängelholm    | Catena Arena           | 5 150    |
| Skellefteå AIK | Skellefteå   | Skellefteå Kraft Arena | 6 001    |
| Timrå IK       | Timrå        | NHC Arena              | 6,000    |
| Växjö Lakers   | Växjö        | Vida Arena             | 5 700    |
| Örebro HK      | Örebro       | Behrn Arena            | 5 150    |

## Tabulka
Tabulka je aktuální k 25. 1. 2025.
| Poř. | Tým            | Z  | V  | VP | PP | P  | VG  | OG  | B  |
| ---- | -------------- | -- | -- | -- | -- | -- | --- | --- | -- |
| 1.   | Brynäs IF      | 37 | 19 | 7  | 3  | 8  | 129 | 85  | 74 |
| 2.   | Färjestad BK   | 37 | 18 | 6  | 4  | 9  | 139 | 105 | 70 |
| 3.   | Luleå HF       | 37 | 14 | 9  | 2  | 12 | 111 | 94  | 62 |
| 4.   | Timrå IK       | 37 | 17 | 4  | 3  | 13 | 105 | 89  | 62 |
| 5.   | Frölunda HC    | 37 | 17 | 5  | 1  | 14 | 94  | 82  | 62 |
| 6.   | Örebro HK      | 37 | 13 | 4  | 7  | 13 | 101 | 94  | 54 |
| 7.   | Växjö Lakers   | 37 | 12 | 6  | 6  | 13 | 80  | 92  | 54 |
| 8.   | Malmö Redhawks | 37 | 13 | 4  | 5  | 15 | 91  | 107 | 52 |
| 9.   | Skellefteå AIK | 37 | 15 | 2  | 2  | 18 | 100 | 115 | 51 |
| 10.  | Rögle BK       | 37 | 12 | 4  | 5  | 16 | 87  | 99  | 48 |
| 11.  | Leksands IF    | 37 | 12 | 3  | 7  | 15 | 85  | 107 | 49 |
| 12.  | Linköpings HC  | 37 | 10 | 5  | 7  | 15 | 104 | 113 | 47 |
| 13.  | HV71           | 37 | 10 | 5  | 6  | 16 | 101 | 117 | 46 |
| 14.  | Modo           | 37 | 11 | 2  | 8  | 16 | 97  | 125 | 45 |

| Vysvětlivka                 |
| --------------------------- |
| Postup do play-off          |
| Postup do předkola play-off |
| Konec sezóny pro daný tým   |
| Baráž o udržení             |

## Hráčské statistiky základní části

### Kanadské bodování
Toto je průběžné pořadí hráčů podle dosažených bodů. Za jeden vstřelený gól nebo přihrávku na gól hráč získal jeden bod.
Aktualizace k 25. 1. 2025.
| Poř. | Hráč                     | Tým          | Z  | G  | A  | B  | TM | +/- |
| ---- | ------------------------ | ------------ | -- | -- | -- | -- | -- | --- |
| 1.   | David Tomášek            | Färjestad BK | 34 | 20 | 26 | 46 | 29 | +7  |
| 2.   | Filip Hållander          | Timrå IK     | 36 | 18 | 21 | 39 | 10 | +12 |
| 3.   | Henrik Borgström         | HV71         | 37 | 18 | 20 | 38 | 4  | -7  |
| 4.   | Viktor Lodin             | Färjestad BK | 36 | 14 | 24 | 38 | 45 | +6  |
| 5.   | Patrik Karlkvist         | Örebro HK    | 37 | 14 | 23 | 37 | 30 | +12 |
| 6.   | Jonathan Dahlén          | Timrå IK     | 32 | 13 | 24 | 37 | 4  | +2  |
| 7.   | Oskar Steen              | Färjestad BK | 37 | 24 | 12 | 36 | 22 | +17 |
| 8.   | Jakob Silfverberg        | Brynäs IF    | 37 | 15 | 19 | 34 | 0  | +10 |
| 9.   | Charles-Édouard D'astous | Brynäs IF    | 34 | 11 | 21 | 32 | 26 | +22 |
| 10.  | Marián Studenič          | Färjestad BK | 36 | 11 | 21 | 32 | 41 | +12 |

### Hodnocení brankářů
Toto je průběžné pořadí nejlepších pěti brankářů. Odchytaných minimálně 40% odehraných minut jejich týmu.
Aktualizace k 25. 1. 2025.
| Poř. | Hráč             | Tým           | Z  | MIN     | OG | PZ  | PS  | POG  | Úsp%  |
| ---- | ---------------- | ------------- | -- | ------- | -- | --- | --- | ---- | ----- |
| 1.   | Arvid Holm       | Rögle BK      | 23 | 1379:05 | 44 | 536 | 580 | 1.91 | 92.41 |
| 2.   | Tim Juel         | Timrå IK      | 19 | 1082:12 | 39 | 469 | 508 | 2.16 | 92.32 |
| 3.   | Jonas Arntzen    | Örebro HK     | 23 | 1354:01 | 56 | 593 | 649 | 2.48 | 91.37 |
| 4.   | Lars Johansson   | Frölunda HC   | 23 | 1323:53 | 46 | 468 | 514 | 2.08 | 91.05 |
| 5.   | Jesper Myrenberg | Linköpings HC | 19 | 1023:47 | 45 | 447 | 492 | 2.64 | 90.85 |